# Atlètic Saguntí
L'Atlètic Saguntí és un club de futbol de la ciutat de Sagunt, al Camp de Morvedre, País Valencià. Va ser fundat el 1922, encara que després fou refundat el 1951. Actualment juga en la Tercera Federació.

## Història
El club sorgeix de la fusió dels equips Sagunt CD i Cova Club, l'any 1922. Els seus primers partits els va disputar en el Camp Baix de l'Estació, inaugurat a la fi de 1924. En 1925 es va fusionar amb el Centre Athletic Català, fet que li va permetre competir en Primera Regional. Encara que en 1928 van començar a disputar-se les categories nacionals, va decidir jugar durant els següents anys en els campionats regionals.
Després de la Guerra Civil, va competir en Segona Regional i no va ser fins a 1945 el de l'ascens a Primera Regional. Aquesta categoria la va abandonar el primer any que la va disputar, car va competir a l'any següent en Tercera Divisió. En la seva tercera temporada en aquesta categoria es produeix el descens, fet que provoca la retirada i la desaparició del club del panorama competitiu.
Fins a 1951 no es va produir la refundació, impulsat per un grup d'afeccionats. En la seva primera temporada en Segona Regional aconsegueix l'ascens a Primera Regional, malgrat quedar subcampió de categoria. Tres anys després aconseguirien l'ascens a Tercera Divisió, per estar en aquesta categoria durant vuit anys consecutius, i podent-se destacar un tercer lloc en la temporada 1962/63.
Després de descendir a Primera Regional, en la temporada 1970/71 va ascendir a la jove Regional Preferent. Posteriorment s'ha mantingut en Tercera Divisió fins que en la temporada 2015-2016 ascendí a la Segona Divisió B.
A principis dels anys 2000, el club va passar per una crisi interna que va comportar la seva descens a categories inferiors. Va ser després d'aquesta crisi quan el club va passar a dir-se Atlètic Saguntí, adoptant aquest nom per a reflectir millor la seva identitat local. A partir del 2019, el club va aconseguir l'ascens a la Tercera Federació després de passar per diverses temporades competint a la Regional Preferent i la Segona Regional.
El 2022, l'Atlètic Saguntí es va veure involucrat en una controvertida situació financera, amb la detenció del màxim responsable de la gestió econòmica del club, que va estar relacionat amb un esquema de pagament mitjançant criptomonedes. Aquest escàndol va ser un dels més mediàtics de la temporada i va posar el club en el punt de mira dels mitjans de comunicació. La situació va generar molta polèmica a la ciutat i en el món esportiu. El president del club va demanar prudència davant els rumors que circulaven sobre la crisi interna que travessava el club.

## Estadi
L'Atlètic Saguntí disputa els seus partits a l'Estadi Municipal de Sagunt, un recinte amb una capacitat de 4.000 espectadors. Aquest estadi ha estat modernitzat en diverses ocasions per adaptar-lo a les necessitats del club i de la competició en què participa. A més, l'estadi és conegut pel seu ambient vibrant durant els partits de casa.
El club disposa també d'altres instal·lacions d'entrenament per als seus equips de formació, que inclouen camps de gespa artificial i natural. Aquestes instal·lacions són utilitzades pels diferents equips de base del club, que han anat creixent en nombre i qualitat en els últims anys.

## Equipament
Els colors tradicionals de l'Atlètic Saguntí són el blau i el blanc, amb una samarreta blau cel i pantalons blancs com a uniforme principal. El disseny de la samarreta ha estat canviant al llarg dels anys, però els colors han estat constants com a representació de la identitat del club. Aquests colors també es poden veure en el logo i les banderes que es col·loquen a l'estadi durant els partits.

## Estadístiques
- 28 temporades en Tercera Divisió[9]
- 2 temporades en Segona Divisió B
- Millor posició en lliga: 1r (Tercera Divisió Grup VI, temporada 2015-2016)

## Temporada a temporada
| Temporada | Grup | Divisió    | Lloc | Copa del Rei |
| --------- | ---- | ---------- | ---- | ------------ |
| 1951/52   | 5    | 2a Reg.    | –    |              |
| 1952/53   | 5    | 2a Reg.    | –    |              |
| 1953/54   | 5    | 2a Reg.    | –    |              |
| 1954/55   | 4    | 1a Reg.    | 9è   |              |
| 1955/56   | 5    | 2a Reg.    | –    |              |
| 1956/57   | 4    | 1a Reg.    | 1r   |              |
| 1957/58   | 3    | 3a         | 10è  |              |
| 1958/59   | 3    | 3a         | 8è   |              |
| 1959/60   | 3    | 3a         | 13è  |              |
| 1960/61   | 3    | 3a         | 12è  |              |
| 1961/62   | 3    | 3a         | 10è  |              |
| 1962/63   | 3    | 3a         | 3r   |              |
| 1963/64   | 3    | 3a         | 4t   |              |
| 1964/65   | 3    | 3a         | 10è  |              |
| 1965/66   | 3    | 3a         | 11è  |              |
| 1966/67   | 3    | 3a         | 11è  |              |
| 1967/68   | 3    | 3a         | 18è  |              |
| 1968/69   | 4    | 1a Reg.    | 14è  |              |
| 1969/70   | 4    | 1a Reg.    | 4t   |              |
| 1970/71   | 4    | Reg. Pref. | 19è  |              |

| Temporada | Grup | Divisió    | Lloc | Copa del Rei |
| --------- | ---- | ---------- | ---- | ------------ |
| 1971/72   | 5    | 1a Reg.    | –    |              |
| 1972/73   | 5    | 1a Reg.    | –    |              |
| 1973/74   | 5    | 1a Reg.    | 3r   |              |
| 1974/75   | 5    | 1a Reg.    | 1r   |              |
| 1975/76   | 4    | Reg. Pref. | 11è  |              |
| 1976/77   | 4    | Reg. Pref. | 9è   |              |
| 1977/78   | 5    | Reg. Pref. | 9è   |              |
| 1978/79   | 6    | 1a Reg.    | 5è   |              |
| 1979/80   | 6    | 1a Reg.    | 14è  |              |
| 1980/81   | 6    | 1a Reg.    | 16è  |              |
| 1981/82   | 6    | 1a Reg.    | 9è   |              |
| 1982/83   | 6    | 1a Reg.    | 7è   |              |
| 1983/84   | 6    | 1a Reg.    | 3r   |              |
| 1984/85   | 5    | Reg. Pref. | 9è   |              |
| 1985/86   | 5    | Reg. Pref. | 8è   |              |
| 1986/87   | 5    | Reg. Pref. | 1r   |              |
| 1987/88   | 4    | 3a         | 9è   |              |
| 1988/89   | 4    | 3a         | 20è  |              |
| 1989/90   | 4    | 3a         | 15è  |              |
| 1990/91   | 4    | 3a         | 12è  |              |

| Temporada | Grup | Divisió    | Lloc | Copa del Rei  |
| --------- | ---- | ---------- | ---- | ------------- |
| 1991/92   | 4    | 3a         | 4t   |               |
| 1992/93   | 4    | 3a         | 20è  | Primera ronda |
| 1993/94   | 5    | Reg. Pref. | 20è  |               |
| 1994/95   | 6    | 1a Reg.    | 4è   |               |
| 1995/96   | 6    | 1a Reg.    | 1r   |               |
| 1996/97   | 5    | Reg. Pref. | 12è  |               |
| 1997/98   | 5    | Reg. Pref. | 4t   |               |
| 1998/99   | 5    | Reg. Pref. | 12è  |               |
| 1999/00   | 5    | Reg. Pref. | 6è   |               |
| 2000/01   | 5    | Reg. Pref. | 2n   |               |
| 2001/02   | 5    | Reg. Pref. | 3r   |               |
| 2002/03   | 5    | Reg. Pref. | 2n   |               |
| 2003/04   | 5    | Reg. Pref. | 4t   |               |

| Temporada | Grup | Divisió    | Lloc | Copa del Rei  |
| --------- | ---- | ---------- | ---- | ------------- |
| 2004/05   | 5    | Reg. Pref. | 3r   |               |
| 2005/06   | 5    | Reg. Pref. | 6è   |               |
| 2006/07   | 5    | Reg. Pref. | 6è   |               |
| 2007/08   | 5    | Reg. Pref. | 1r   |               |
| 2008/09   | 5    | Reg. Pref. | 3r   |               |
| 2009/10   | 5    | Reg. Pref. | 2n   |               |
| 2010/11   | 4    | 3a         | 11è  |               |
| 2011/12   | 4    | 3a         | 13è  |               |
| 2012/13   | 4    | 3a         | 11è  |               |
| 2013/14   | 4    | 3a         | 11è  |               |
| 2014/15   | 4    | 3a         | 11è  |               |
| 2015/16   | 4    | 3a         | 1r   |               |
| 2016/17   | 3    | 2aB        |      | Primera Ronda |

## Entrenadors
- Enrique Martín Navarro (1959-1960)
- Daniel Ponz Folch (2010-2012)
- Ángel Sáiz Salvador (2013-2015)
- David Gutiérrez Sáiz (2015-2018)
- Daniel Ponz Folch (2018-2019)
- Beni Espinosa (2019-2021)
- Vicente Mir (2021-)
- Gerard Albadalejo (2022-2023)
- Sergio Escobar Cabus (2023-2024)
- Jonathan Risueño (2024-)